# Gnophos diffiniaria
Gnophos diffiniaria är en fjärilsart som beskrevs av Herrich-Schäffer 1858. Gnophos diffiniaria ingår i släktet Gnophos och familjen mätare. Inga underarter finns listade i Catalogue of Life.